# Josef Krysta
Josef Krysta (* 24. Oktober 1956 in Český Těšín, Moravskoslezský kraj) ist ein ehemaliger tschechoslowakischer Ringer. Er war 1981 Vize-Weltmeister und 1982 Vize-Europameister im griechisch-römischen Stil im Bantamgewicht.

## Werdegang
Josef Krysta begann als Jugendlicher in Třinec/Mähren mit dem Ringen. Er gehörte dem Sportverein SK Železárny Třinec an. Sein Trainer war Georg Frank. Der nur 1,58 Meter große Athlet rang ausschließlich im griechisch-römischen Stil und während seiner ganzen Karriere im Bantamgewicht, der Gewichtsklasse die zu seiner Zeit bis 57 kg Körpergewicht reichte.
Bereits mit 18 Jahren gab er sein Debüt auf der internationalen Ringermatte. Er startete 1974 bei der Weltmeisterschaft der Senioren in Kattowitz, musste dort freilich mit zwei Niederlagen gegen Bernd Drechsel aus der DDR und Hans-Jürgen Veil aus der BRD noch Lehrgeld bezahlen. Er kam damit nur auf den 15. Platz. Weitaus besser lief es für ihn bei der Junioren-Weltmeisterschaft 1974 in Haskovo, wo er mit dem 4. Platz knapp eine Medaille verpasste. Bei der Europameisterschaft der Senioren 1975 in Ludwigshafen am Rhein erzielte er zwei Siege und landete nach Niederlagen gegen Lars Malmkvist aus Schweden und Ivan Frgić aus Jugoslawien auf einem guten 5. Platz.
Bei der Europameisterschaft 1976 in Leningrad gewann er dann mit vier Siegen erstmals eine Medaille, die bronzene. Dabei waren unter den von ihm geschlagenen Ringern mit Lars Malmkvist, Krasimir Stefanow aus Bulgarien und József Doncsecz aus Ungarn drei internationale Spitzenleute. Niederlagen musste er von Hans-Jürgen Veil und Farhat Mustafin aus der UdSSR einstecken. Auf Grund dieses guten Resultats entsandte der tschechoslowakische Ringerverband Josef Krysta auch zu den Olympischen Spielen 1976 nach Montreal. Dort besiegte er erneut Krasimir Stefanow und den US-Amerikaner Joseph Sade, während er gegen Yoshima Suga aus Japan und Mihai Boțilă aus Rumänien verlor. Im Endergebnis belegte er damit einen respektablen 8. Platz.
1978 erreichte Josef Krysta bei der Europameisterschaft in Oslo den 4. Platz, feierte dabei aber bemerkenswerte Siege über den Schweden Benni Ljungbeck und den am Anfang seiner Karriere stehenden Deutschen Pasquale Passarelli. Bei der Weltmeisterschaft dieses Jahres kam er auf den 10. Platz und verlor dort gegen Pasquale Passarelli und den sowjetischen Vertreter Schamil Serikow.
1979 gewann er bei der Europameisterschaft in Bukarest wieder eine Bronzemedaille. Pasquale Passarelli und Schamil Serikow erwiesen sich dabei wieder stärker als er. 1980 belegte Josef Krysta bei den von vielen Nationen boykottierten Olympischen Spielen in Moskau den 6. Platz. Er siegte dort über den Ungarn Gyula Molnar und unterlag gegen Josef Lipien aus Polen und Schamil Serikow.
Nach einem enttäuschenden 7. Platz bei der Europameisterschaft 1981 in Göteborg, er gewann dort nur gegen Hartmut Kohlhaas aus der DDR, verlor aber gegen Benni Ljungbeck aus Schweden und Árpád Sipos aus Ungarn, feierte Josef Krysta bei der Weltmeisterschaft 1981 in Oslo den größten Erfolg seiner Laufbahn. Er wurde mit vier Siegen und einer Niederlage im Finale gegen Pasquale Passarelli Vize-Weltmeister im Bantamgewicht.
Diesem Erfolg folgte bei der Europameisterschaft 1982 in Warna gleich der nächste, denn in Warna wurde er nach einer Niederlage im Finale gegen den Bulgaren Petar Balow auch Vize-Europameister. 
1983 und 1984 war Josef Krysta nicht mehr ganz so erfolgreich, kam bei der Weltmeisterschaft 1983 in Kiew aber immerhin noch auf einen hervorragenden 4. Platz. Im Kampf um die Bronzemedaille unterlag er dabei wieder gegen Petar Balow. An den Olympischen Spielen 1984 in Los Angeles konnte er wegen des „Revancheboykotts“ dieser Spiele durch die damaligen sozialistischen Staaten nicht teilnehmen.
Ende 1984 beendete Josef Krysta seine internationale Ringerlaufbahn. Über sein weiteres berufliches und sportliches Leben ist nichts bekannt.

## Internationale Erfolge
(OS = Olympische Spiele, WM = Weltmeisterschaft, EM = Europameisterschaft, GR = griechisch-römischer Stil, Ba = Bantamgewicht, damals bis 57 kg Körpergewicht)
- 1974, 15. Platz, WM in Kattowitz, GR, Ba, nach Niederlagen gegen Bernd Drechsel, DDR u. Hans-Jürgen Veil, BRD;
- 1975, 4. Platz, Junioren-WM in Haskovo, GR, Ba, hinter Juri Kortschagin, UdSSR, Dimitar Milew, Bulgarien u. Lars Malmkvist, Schweden, vor Panelli, Italien u. Dumitru, Rumänien;
- 1975, 5. Platz, EM in Ludwigshafen am Rhein, GR, Ba, mit Siegen über Jean-Pierre Mercader, Frankreich u. Danny Verstraeten, Belgien u. Niederlagen gegen Lars Malmkvist u. Ivan Frgić, Jugoslawien;
- 1975, 9. Platz, WM in Minsk, GR, Ba, mit einem Sieg über Hosain Toranian, Iran u. Niederlagen gegen Farhat Mustafin, UdSSR u. Ivan Frgić;
- 1976, 3. Platz, EM in Leningrad, GR, Ba, mit Siegen über Bjarne Tofte, Dänemark, Krasimir Stefanow, Bulgarien, Lars Malmkvist u. József Doncsecz, Ungarn u. Niederlagen gegen Hans-Jürgen Veil u. Farhat Mustafin, UdSSR;
- 1976, 8. Platz, OS in Montreal, GR, Ba, mit Siegen über Krasimir Stefanow u. Joseph Sade, USA u. Niederlagen gegen Yoshima Suga, Japan u. Mihai Boțilă, Rumänien:
- 1978, 4. Platz, EM in Oslo, GR, Ba, mit Siegen über Avvid, Dänemark, Pasquale Passarelli, BRD, Benni Ljungbeck, Schweden u. Assen Milew, Bulgarien u. Niederlagen gegen Wladimir Pogudin, UdSSR u. Josef Lipien, Polen;
- 1978, 10. Platz, WM in Mexiko-Stadt, GR, Ba, mit einem Sieg über Bruno Kuratli, Schweiz u. Niederlagen gegen Schamil Serikow, UdSSR u. Pasquale Passarelli;
- 1979, 3. Platz, EM in Bukarest, GR, Ba, mit Siegen über Herbert Nigsch, Österreich, Morten Brekke, Norwegen u. Mihai Boțilă, Rumänien u. Niederlagen gegen Pasquale Passarelli u. Schamil Serikow;
- 1980, 6. Platz, OS in Moskau, GR, Ba, mit einem Sieg über Gyula Molnar, Ungarn u. Niederlagen gegen Josef Lipien u. Schamil Serikow;
- 1981, 3. Platz, Klippan-Turnier, GR, Ba, hinter Sagradjan, UdSSR u. Benni Ljungbeck, Schweden;
- 1981, 7. Platz, EM in Göteborg, GR, Ba, mit einem Sieg über Hartmut Kohlhaas, DDR u. Niederlagen gegen Benni Ljungbeck u. Árpád Sipos, Ungarn;
- 1981, 2. Platz, WM in Oslo, GR, Ba, mit Siegen über Dan Mellow, USA, Petar Balow, Bulgarien, Josef Raczak, Polen u. Haralambos Holidis, Griechenland u. einer Niederlage gegen Pasquale Passarelli;
- 1982, 2. Platz, EM in Warna, GR, Ba, hinter Petar Balow und vor Sumer Karadag, Türkei, Gheorghe Zamfir, Rumänien u. Josef Raczak;
- 1983, 3. Platz, Grosser Preis von Österreich, GR, Ba, hinter Herbert Nigsch u. Hugo Dietsche, Schweiz;
- 1983, 6. Platz, EM in Budapest, GR, Ba, hinter Emil Iwanow, Bulgarien, Haralambos Holidis, Wassili Fomin, UdSSR, Arpad Sipos und Gheorghe Zamfir;
- 1983, 4. Platz, WM in Kiew, GR, Ba, hinter Masako Eto, Japan, Kamil Fatkulin, UdSSR u. Petar Balow, vor Arpad Sipos u. Sumer Karadag;
- 1984, 7. Platz, EM in Jönköping, GR, Ba, mit einem Sieg über Ronny Sidge, Norwegen u. Niederlagen gegen Kamil Fatkulin u. Petar Balow